# The Japanese Mask
The Japanese Mask è un cortometraggio muto del 1915. Il nome del regista non viene riportato nei crediti.

## Produzione
Il film fu prodotto dalla Balboa Amusement Producing Company.

## Distribuzione
Distribuito dalla Pathé Exchange, il film - un cortometraggio di tre bobine - uscì nelle sale cinematografiche statunitensi nel giugno 1915.